# Нива, Жорж
Жорж Нива́ (фр. Georges Nivat; род. 11 мая 1935, Клермон-Ферран) — французский историк литературы, славист, профессор Женевского университета (1972—2000), Академик Европейской академии (Лондон), почётный профессор многих европейских университетов, президент Международных женевских встреч, на которые ежегодно собираются писатели, историки, философы, деятели культуры.

## Биография
Во время учёбы в Москве познакомился с Борисом Пастернаком и Ольгой Ивинской. Был женихом дочери Ольги Ивинской Ирины Емельяновой, депортирован из СССР за два дня до заключения с ней брака. Через неделю Ирину с матерью арестовали.
Воевал в Алжире, был ранен, два месяца лежал в военных госпиталях.
Снова был в России в 1972 году, уже профессором Женевского университета.

## Научная деятельность
- Учился в Высшей нормальной школе в Париже (1955—1960), в Сорбонне (1961—1965), стажировался в МГУ им. М. В. Ломоносова и в Saint Antony’s College (Оксфордский университет)[2].
- Соредактор многотомной «Истории русской литературы», выходящей на французском и итальянском языках (Histoire de la littérature russe in seven volumes, five have already been published at the Editions Fayard, Paris).
- Член редакционной коллегии литературного, публицистического и религиозного журнала «Континент».
- Член попечительского совета Свято-Филаретовского православно-христианского института[3].
- Почётный доктор Национального университета «Киево-Могилянской академии» с 2001.

## Литературная работа
Главный интерес Жоржа Нива сосредоточен на литературе. Автор многочисленных публикаций об истории и современном состоянии русской литературы. Автор разножанровых работ — от трактатов до эссе и переводов. Но в своих многочисленных работах он проявляется и как политик, историк, социолог, правозащитник, культуролог. Он с одинаковой легкостью размышляет об искусстве и этимологии, глобализации и терроризме, о диалоге между Россией и Западом и о месте религии в обществе. Переводами и творчеством А. И. Солженицына он занимался на протяжении ряда лет. Также переводил прозу Андрея Белого. Редактор сборника «Урочища русской памяти». Первый том сборника вышел (издательство Fayard, Paris).
В 1995 году Булат Окуджава посвятил Жоржу Нива стихотворение:
Ах, Жорж Дантес убил поэта!

И проклят был в веках за это.

А Жорж Нива поэтам друг —

известно мне из первых рук.

 

В словесность русскую влюблённый,

он с гор слетает, окрылённый,

и вносит негасимый свет

в Женевский университет.

К чему ж я вспомнил про Дантеса?

Он был бездельник и повеса.

Иное дело Жорж Нива —

мой друг, профессор, голова.

А вспомнил потому, наверно,

что в мире есть добро и скверна,

что принцип нашего житья —

два Жоржа разного шитья.

 

И счастлив я, что с этим дружен,

что этот Жорж мне мил и нужен,

что с ним беседы я веду…

А тот пускай горит в аду.

## Личная жизнь
Дочь Анн Нива, журналистка, получила известность в связи со скандальным решением ФМС РФ о её высылке в феврале 2012 из России по причине использования деловой визы для ведения творческой деятельности и встреч с российскими оппозиционерами.

## Награды
- Медаль А. С. Пушкина (1989 год, Международная ассоциация преподавателей русского языка и литературы)[6]
- Кавалер ордена Почётного легиона (13 июля 2000 года, Франция)[7]
- Золотая медаль им. В. И. Вернадского НАН Украины (2007)
- Специальный приз и диплом Оргкомитета и жюри литературного конкурса «Русская премия» «За вклад в развитие и сбережение традиций русской культуры за пределами Российской Федерации» (2014)[8]
- Премия фонда имени Д. С. Лихачёва (2017)

## Публикации
- Sur Soljenitsyne [= «О Солженицыне»], Lausanne, 1974.
- Soljenitysne (Paris ,1980, Russian traslation in London,1985, then in Moscow 1990 and 1993).
  - Нива Ж. Солженицын / Пер. с фр. С. П. Маркиш в сотрудничестве с авт.. — London: Overseas Publications Interchange, 1984. — 251 с. — ISBN 0-903868-76-8.
  - Нива Ж. Солженицын / Пер. с фр. С. П. Маркиш в сотрудничестве с авт.; Предисл. И. И. Виноградова. — М.: Художественная литература, 1992. — 191 с. — ISBN 5-280-01422-2.
  - Нива Ж. Александр Солженицын: Борец и писатель / Пер. с фр. В. А. Петрова в сотрудничестве с авт.. — СПб.: Вита Нова, 2014. — 336 с. — (Жизнеописания). — ISBN 978-5-93898-489-9.
- Vers la fin du mythe russe [= «О конце русского мифа»], Lausanne,1982 (текст on line Архивная копия от 9 января 2010 на Wayback Machine; second edition in 1988, Russian translation to appear soon in Kiev).
- Russie-Europe, la fin du schisme [= «Россия-Европа, конец схизмы»], Lausanne, 1993 (текст on line Архивная копия от 17 мая 2009 на Wayback Machine; Russian translation due to be published in Moscow).
- La Russie de l’An I, Paris 1993.
- Regards sur la Russie de l’An VI, Editions Bernard de Fallois, Paris.
- Возвращение в Европу. Статьи о русской литературе. М.: Высшая школа, 1999.
- Vivre en russe [= «Жить на русский лад»], Lausanne, 2007.